# 屈洛兹-贝翁
屈洛兹-贝翁（法語：Culoz-Béon，法語發音：[kyloz beɔ̃]）是法国安省的一个市镇，属于贝莱区。该市镇于2023年1月1日由原市镇屈洛兹和贝翁合并而成，行政中心位于屈洛兹。

## 地理
屈洛兹-贝翁（45°50'51.4"N, 5°46'51.6"E）面积29.66 平方千米，位于法国奥弗涅-罗讷-阿尔卑斯大区安省，该省份为法国东部省份，北起汝拉省，西北接索恩-卢瓦尔省，西接罗讷省和里昂大都会，南至伊泽尔省，东与萨瓦省、上萨瓦省和瑞士接壤。
与屈洛兹-贝翁接壤的市镇（或旧市镇、城区）包括：瓦尔罗梅地区阿尔维耶尔、昂格勒福尔、绍塔涅地区塞里耶尔、吕菲约、拉武尔、弗拉克雪、塞泽里约、塔利雪。
屈洛兹-贝翁的时区为UTC+01:00、UTC+02:00（夏令时）。

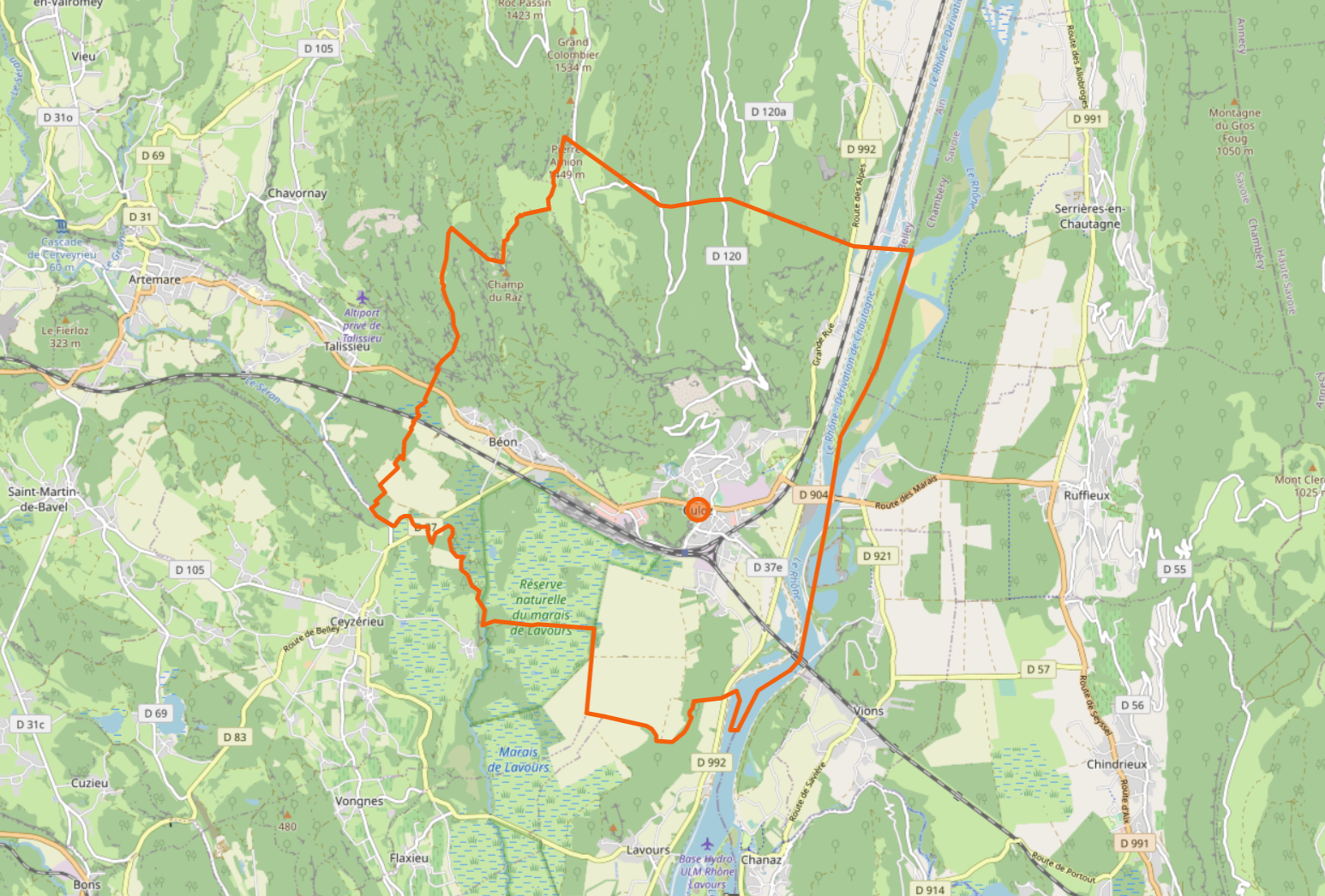
屈洛兹-贝翁的OSM定位图

## 行政
屈洛兹-贝翁的邮政编码为01350，INSEE市镇编码为01138。

## 政治
屈洛兹-贝翁所属的省级选区为普拉托多特维尔县。

## 人口
屈洛兹-贝翁于2022年1月1日时的人口数量为3416人。